# Casa Senyorial de Salnava
La Casa Senyorial de Salnava (en letó: Salnavas muiža) es troba a la regió històrica de Latgàlia, al municipi de Kārsava de l'est de Letònia. Allotja l'escola primària Salnava.